# Mękarzów
Mękarzów – wieś sołecka w Polsce położona w województwie świętokrzyskim, w powiecie włoszczowskim, w gminie Moskorzew
Położona 7 km na północ od Moskorzewa, 23 km na południe od Włoszczowy, 71 km na południowy zachód od Kielc.
W latach 1975–1998 miejscowość administracyjnie należała do województwa częstochowskiego.

## Historia
Wieś była własnością szlachecką, znane w źródłach zapiski dotyczące własności pochodzą z wieku XIV.
1381-1421 dziedzicem był Żyra, (Żyrka) z Mękarzowa, Radkowa (1384-1421) i Błozowic (1385-1401) - syn Tomka z Mękarzowa herbu Prawda, ojciec Jana, Sasina, Andrzeja, Mikołaja, Elżbiety i Katarzyny. (Starodawne dzieje prawa Polskiego)
Kolejnymi właścicielami byli Żyrowie występujący także pod nazwiskiem Mękarscy, Mękarzowscy. 

Następnie w działach pokazuje się (1437-58) Klemens Mysłowski z Mysłowic.

1460-76 dziedzicem był Andrzej z Mękarzowa i Radkowa h. Prawda, syn Jana Żyry z Mękarzowa, brat Jana, Piotra i Stanisława z Mękarzowa, mąż Beaty córki Mikołaja z Czarncy - powiat chęciński (Długosz L.B. t.I s.21)
Nazwiska Mękarskich i Mysłowskich występują w działach własnościowych do końca  XVI w..

## Zabytki
Zespół dworski:

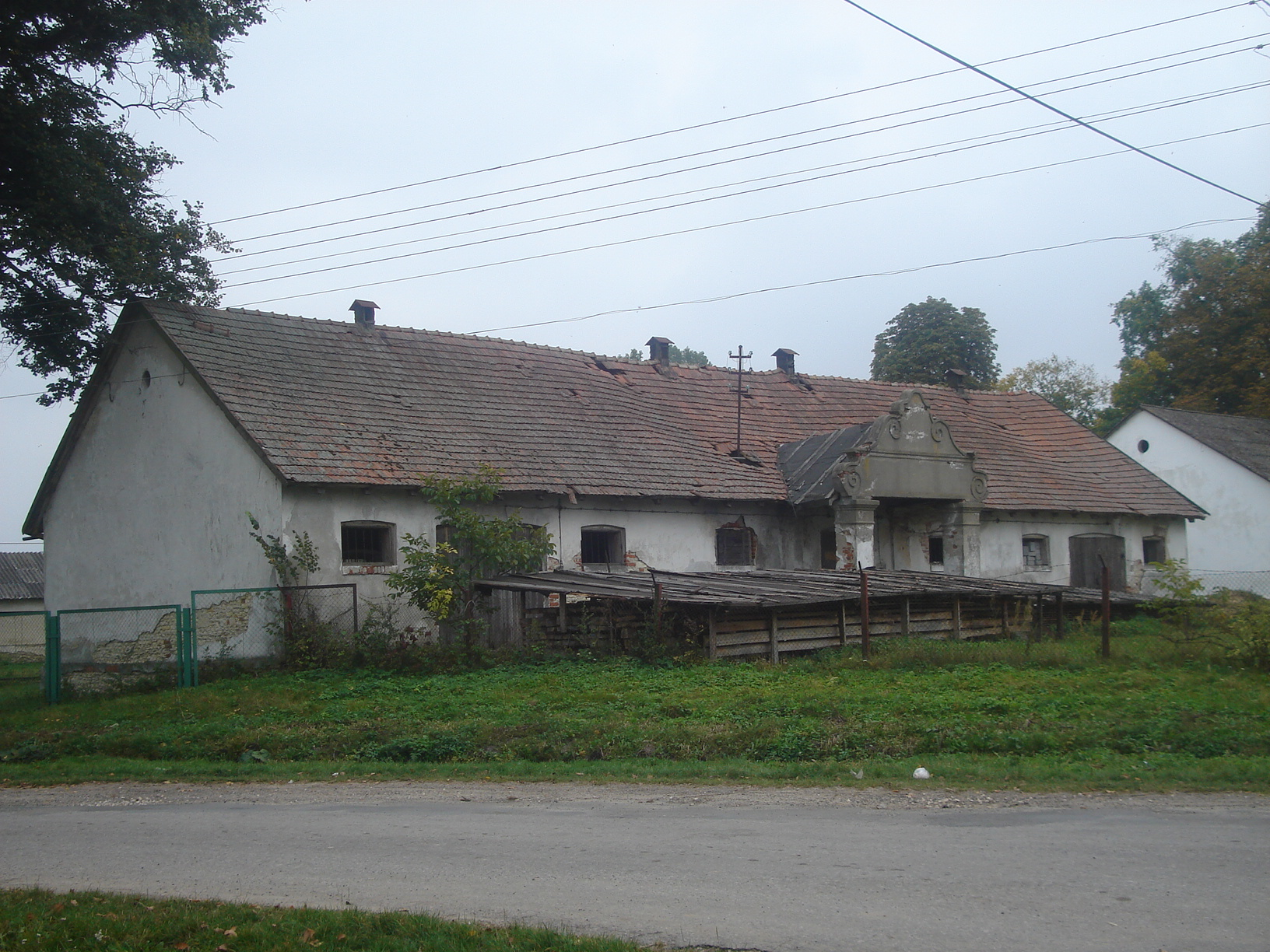
Zabudowa dworska

- dwór murowany z XIX w.; przebudowany
- park z XVII w.; przekomponowany na przełomie XIX/XX w.